# روز هارتمان
روز هارتمان (بالإنجليزية: Rose Hartman)‏ هي مصورة وكاتِبة أمريكية، ولدت في 16 مايو 1937 في نيويورك في الولايات المتحدة.